# Tobias Ritter

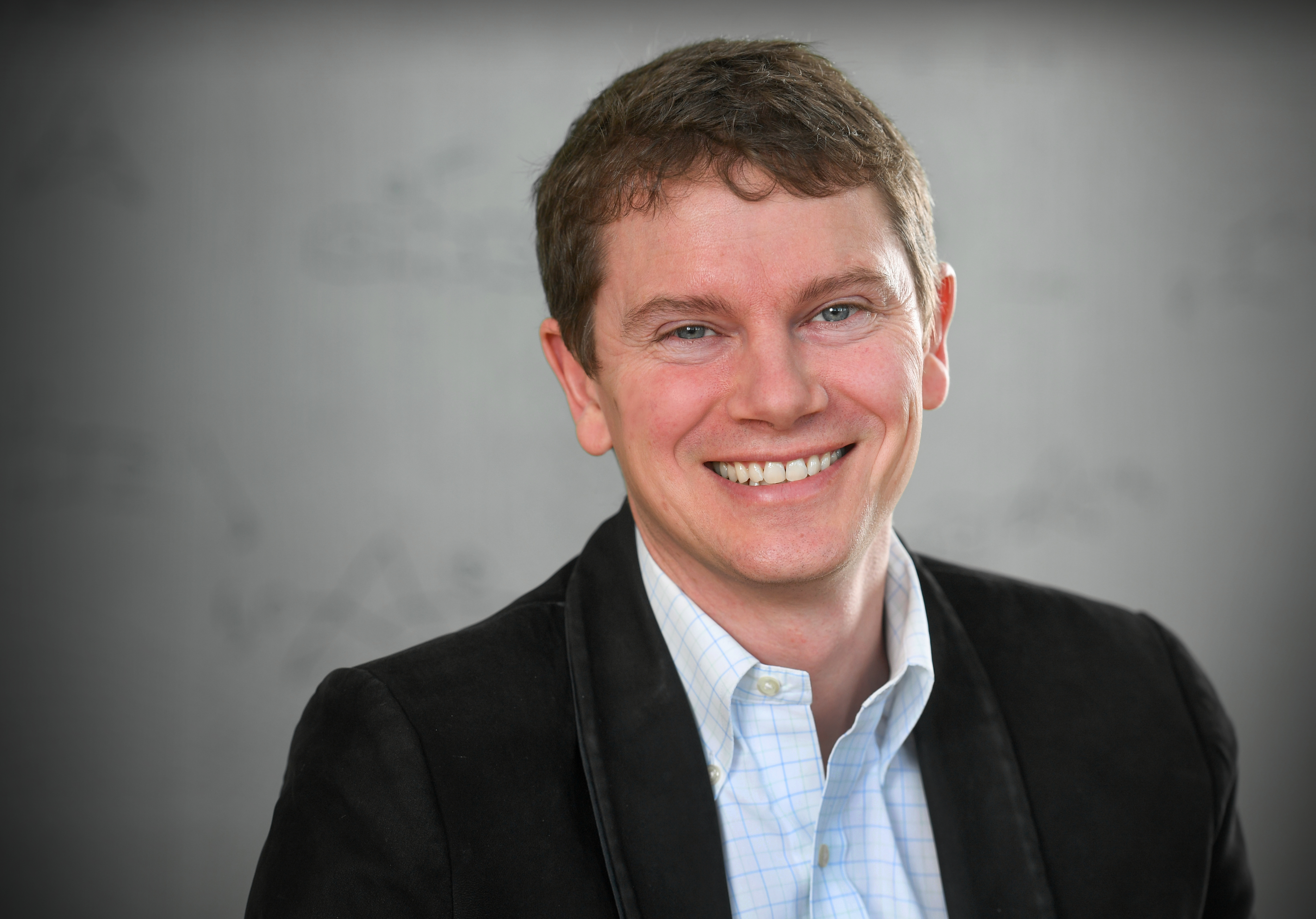
Tobias Ritter (2021)

Tobias Ritter  (* 1975 in Lübeck) ist ein deutscher Chemiker. Er leitet als Direktor die Abteilung für Organische Synthese des Max-Planck-Instituts für Kohlenforschung in Mülheim an der Ruhr.

## Ausbildung
Ritter studierte Chemie an der Technischen Universität Braunschweig. Als Studienabschluss schrieb er seine Masterarbeit 1999 bei Barry Trost, einem Forscher der organischen Synthese an der Stanford University. Nach einem Forschungsaufenthalt an der ETH Lausanne promovierte er bis 2004 an der ETH Zürich beim Katalysator-Spezialisten Erick M. Carreira.

## Tätigkeiten
Als Postdoc forschte er von 2004 bis 2006 am California Institute of Technology bei Nobelpreisträger Robert Grubbs, ebenfalls ein Katalyse-Experte. Ab 2006 war Ritter in verschiedenen Stufen als Professor an der Harvard University in Cambridge tätig. Ritter wurde 2015 zum Direktor am Max-Planck-Institut für Kohlenforschung in Mülheim an der Ruhr berufen. Darüber hinaus wurde er 2017 als Honorarprofessor an der RWTH Aachen verpflichtet.

## Mitgliedschaften und Auszeichnungen
Im Jahr 2012 erhielt Ritter den Klung-Wilhelmy-Wissenschafts-Preis für seine Ergebnisse auf dem Gebiet der „metallorganischen Chemie und der spezifischen Fluorierung biomedizinisch relevanter Moleküle.“

## Privates
Ritter ist verheiratet und Vater dreier Kinder.